# ディルク・アベルス
ディルク・アベルス（Dirk Abels、1997年6月13日 - ）は、オランダ・ウデンホウト出身のサッカー選手。グラスホッパー・クラブ・チューリッヒ所属。ポジションはDF。

## クラブ経歴
2014年8月9日、アヒレス'29戦でプロデビューを果たした。2016年6月、PSVアイントホーフェンとの契約を2年延長した。
2019年1月、スパルタ・ロッテルダムに移籍した。
2023年7月17日、グラスホッパー・クラブ・チューリッヒに移籍した。